# Paul Biwott
Paul Biwott (18 april 1978) is een voormalig Keniaanse langeafstandsloper, die gespecialiseerd was in de marathon.

## Loopbaan
In 2001 won Biwott de Route du Vin. Hij werd zevende op de marathon tijdens de wereldkampioenschappen van 2005 in Helsinki in 2:12.39. Zijn beste prestatie leverde hij in 2005 met een tweede plaats op de marathon van Parijs in een persoonlijk record van 2:08.18.
Paul Biwott geniet in Nederland met name bekendheid vanwege zijn tweede plaats in de marathon van Eindhoven in 2007 en zijn derde plaats twee jaar later in de marathon van Amsterdam, waarin hij in 2:07.02 finishte hij achter zijn landgenoten Gilbert Yegon (goud; 2:06.18) en Elijah Keitany (zilver; 2:06.41). Eerder dat jaar had hij in Nederland ook al de Groet uit Schoorl Run, een halve marathon, gewonnen.

## Persoonlijke records
Baan
| Onderdeel | Prestatie | Datum        | Plaats         |
| --------- | --------- | ------------ | -------------- |
| 5000 m    | 13.27,65  | 22 juni 2000 | Bratislava     |
| 10.000 m  | 27.35,01  | 20 juli 2002 | Heusden-Zolder |

Weg
| Onderdeel      | Prestatie | Datum           | Plaats    |
| -------------- | --------- | --------------- | --------- |
| 10 km          | 27.58     | 27 mei 2001     | Den Haag  |
| 20 km          | 58.27     | 19 oktober 2003 | Parijs    |
| halve marathon | 1:02.08   | 7 oktober 2001  | Breda     |
| 25 km          | 1:14.11   | 16 oktober 2011 | Amsterdam |
| 30 km          | 1:29.05   | 16 oktober 2011 | Amsterdam |
| marathon       | 2:06.54   | 16 oktober 2011 | Amsterdam |

## Palmares

### 5000 m
- 2000:  Kerkrade Meeting - 13.30,75
- 2000:  Askina 2000 in Kassel - 13.34,34
- 2000:  Sule Memorial Meeting in Tartu - 13.27,66
- 2000: 5e Cena Slovenska in Bratislava - 13.27,65

### 10.000 m
- 2002:  Nacht van de Atletiek - 27.35,01
- 2003: 9e Keniaanse WK Trials in Nairobi - 28.46,0

### 10 km
- 2001:  The Hague Royal Ten - 27.58
- 2001:  Stadsloop Appingedam - 29.03
- 2002:  Ratinger Silvesterlauf in Ratingen - 29.31
- 2003: 4e Sevenaer Run in Zevenaar - 28.17

### 10 Eng. mijl
- 2001:  Fila Zeebodemloop - 47.32
- 2003:  Tilburg Ten Miles - 46.37

### 20 km
- 2003:  20 km van Parijs - 58.27

### halve marathon
- 1996:  halve marathon van Parijs - 1:01.17
- 2001: 6e halve marathon van Egmond - 1:04.57
- 2001:  Route du Vin - 1:03.05
- 2001:  Bredase Singelloop - 1:02.08
- 2002:  halve marathon van Egmond - 1:02.42
- 2002: 10e City-Pier-City Loop - 1:02.54
- 2006:  halve marathon van Nogent sur Marne - 1:04.36
- 2006:  halve marathon van La Rochelle - 1:04.31
- 2006:  halve marathon van Albi - 1:05.27
- 2006: 5e halve marathon van Montbéliard - 1:04.41
- 2008: 4e halve marathon van Praag - 1:02.59
- 2009:  Groet uit Schoorl Run - 1:05.55

### marathon
- 2004:  marathon van Parijs - 2:10.30
- 2004: 11e Joon-Ang Seoul International (november) - 2:15.26
- 2005:  marathon van Parijs - 2:08.18
- 2005: 7e WK in Helsinki - 2:12.39
- 2006: 28e marathon van Parijs - 2:22.01
- 2006: 12e marathon van Fukuoka - 2:12.48
- 2007:  marathon van Eindhoven - 2:09.56
- 2008:  marathon van Wenen - 2:08.53
- 2008:  Joon Ang Seoul International (november) - 2:09.29
- 2009: 6e marathon van Seoel - 2:11.03
- 2009:  marathon van Amsterdam - 2:07.02
- 2010: 19e marathon van Wenen - 2:21.58
- 2010:  marathon van Eindhoven - 2:07.40
- 2011:  marathon van Tokio - 2:08.17
- 2011: 6e marathon van Amsterdam - 2:06.54
- 2012: 7e marathon van Hamburg - 2:10.14
- 2012: 8e marathon van Hengshui - 2:11.14
- 2013: 8e marathon van Ljubljana - 2:13.59

### overige afstanden
- 2001:  4 Mijl van Groningen - 18.32
- 2003:  Marseille-Cassis (20,3 km) 1:00.01

### veldlopen
- 1999:  KAAA Senior Men Crosscountry in Nairobi - 41.00
- 1999: 4e Moi University Crosscountry- Senior Men in Eldoret - 35.51,3
- 1999: 4e KAAA Energiser Cross Country in Machakos - 40.39,6
- 2000:  Profile Cross Uden - 36.51
- 2000: 4e Crosse de Oeiras - 30.02
- 2000: 5e Eurocross in Diekirch - 31.00
- 2000: 4e Sylvestercross in Soest - 32.54
- 2001:  Sylvestercross in Soest - 31.31,9